# Димитрие Димишковски
Димитрие Димишковски (на македонска литературна норма: Димитрие Димишковски) е виден юрист от Република Македония.

## Биография
Димитрие Димишковски в 1987 година е избран за член на Конституционния съд на Социалистическа република Македония. Заема поста до 1994 година. На 12 април 1995 година Събранието на Република Македония единодушно го избира за председател на Върховния съд на страната.